# Cappella dei Missionari del Preziosissimo Sangue

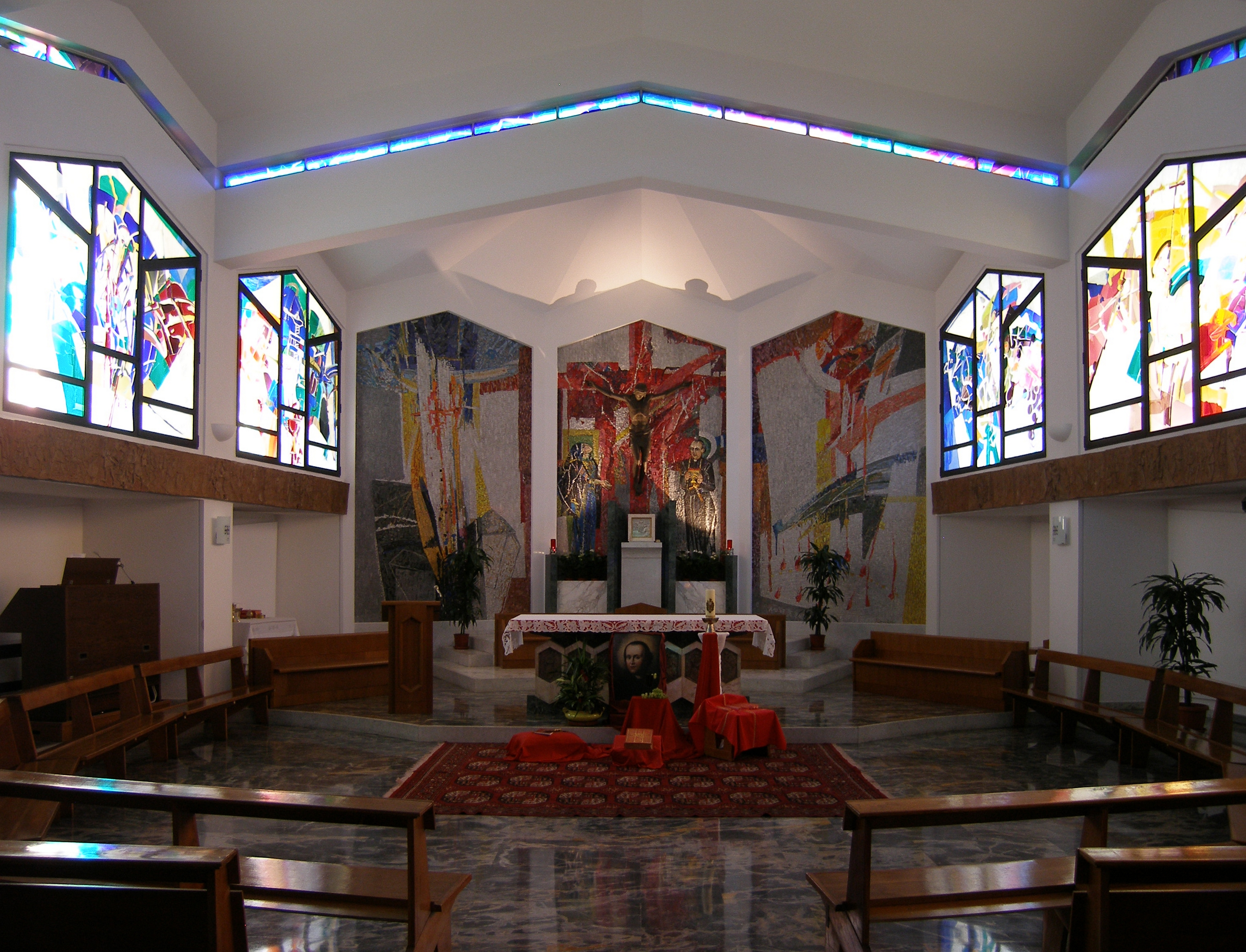
Vista do interior.

Cappella dei Missionari del Preziosissimo Sangue é uma capela conventual e escolar localizada no número 29 da Via Narni, no quartiere Tuscolano. É dedicada ao Preciosíssimo Sangue de Cristo.

## História
Os Missionários do Preciosíssimo Sangue mantinham sua sede mundial no complexo da igreja de Santa Maria in Trivio, no rione Trevi, até que, em 1964, abrirem um enorme complexo novo num tranquilo subúrbio perto da Estação Tuscolana. O local originalmente abrigaria um seminário para a congregação e também a nova sede. Por conta disto recebeu uma capela muito bem decorada.
Em 1972, os missionários criaram uma paróquia na região e uma igreja temporária foi construída. Em 1991, a nova igreja, Santissimo Corpo e Sangue di Cristo, foi inaugurada. Enquanto isto, a sede da congregação não permaneceu no local e, em 2018, estava numa villa pouco notável na Viale di Porta Ardeatina (nº 66), no quartiere Ostiense. O seminário da congregação, chamado Collegio San Gaspare del Bufalo aparentemente está fechado e a estrutura está ocupada pela sede provincial da ordem. O Collegio Preziosissimo Sangue é atualmente uma casa de repouso.

## Descrição
O enorme complexo abrange três grandes blocos modernistas de teto plano, com três, quatro e cinco andares respectivamente. Uma peculiaridade do layout é que cada um deles é marcado por uma quina bastante oblíqua com as pontas apontando para o centro. Dois dos blocos são paralelos e o terceiro é perpendicular, fechando três lados de um retângulo (desconsiderando os ângulos já mencionados).
Um segundo grupo de edifícios de dois andares estão encaixados entre os blocos principais e ajudam a fechar um pátio hexagonal irregular no centro.
A capela parece impressionante vista de fora, mas ela de fato só ocupa o último andar de um edifício de três andares. Ele tem uma planta pentagonal nos últimos dois andares, com ângulos bem obtusos nas laterais. Uma abside de três lados bem rasa foi acrescentada no fundo do pentágono e é mais estreita que lado no qual está encaixada.
A capela é iluminada por grandes janelas nas paredes laterais das baias de número dois a cinco. Estas tem topo ligeiramente angulares. O teto tem um projeto bastante complicado e, na prática, forma um ático. Cada baia da capela tem um pavilhão no nível deste ático, que são estruturas separadas, mas encostadas uma na outra. 
As janelas são decoradas por vitrais coloridos semi-figurativos. As três paredes da abside estão decorados por mosaicos de Marcantonio Bedini. Há três painéis separados de topo triangular , com uma "Cruficicação" no centro, com a cruz ladeada por Nossa Senhora e São Gaspare del Bufalo. Os outros dois são composições abstratas, manchas coloridas num fundo branco.